# دوش (حمام)

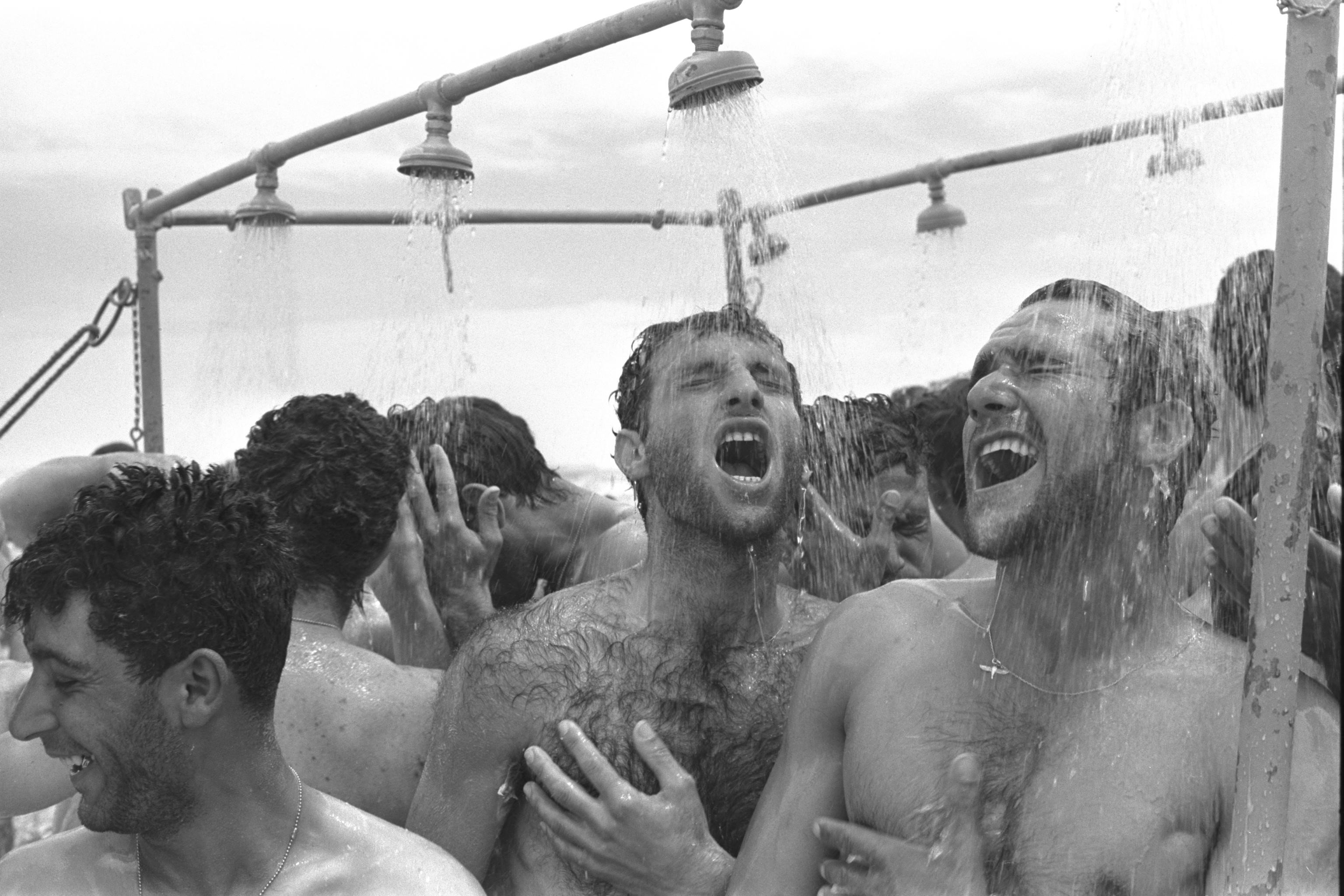
گروهی از سربازان نیروهای دفاع اسرائیل که دارند در جبههٔ جنوب در نزدیکی ایلات دوش می‌گیرند. این عکس اندکی پیش از جنگ شش‌روزه در ۱ ژوئن ۱۹۶۷ گرفته شده است.

دوش حمام (به فرانسوی: douche)، (به انگلیسی: shower) در حمام‌کردن، وقتی شخص زیر افشانهٔ آب گرم یا سرد قرار می‌گیرد اصطلاحاً واژهٔ دوش‌گرفتن (به فرانسوی: Prendre la douche) به کار می‌رود. همچنین به آن وسیله که آب از آن افشانده می‌شود دوش حمام می‌گویند. در برخی فرهنگ‌ها به جایی که در آن دوش گرفته می‌شود یا حمام صورت می‌گیرد، واژهٔ «حمام» گفته می‌شود ولی در برخی دیگر از فرهنگ‌ها حمام با جایی که دوش گرفته می‌شود متفاوت است. البته ممکن است هر دو در یک مکان باشند.
دوش حمام در یونان اختراع شد.

## در ایران
در مورد اولین دوش حمام در ایران نیز گفته می‌شود که سرداری از سپاه ناپلئون پس از سقوط وی به ایران می‌آید، و دیرزمانی از اقامت او در کشور می‌گذرد و خدماتی به دولت ایران می‌کند و بالاخره در این سرزمین چشم از جهان فرو می‌بندد. ناصرالدین شاه قاجار به پاس خدمات او فرزندش کلنل نیکلا سمینو را به ایران دعوت می‌کند و اموری را بدو می‌سپرد. 
او به این کشور علاقه‌مند شده و همسری ایرانی اختیار می‌کند و در ایران ماندگار می‌شود. سمینو پسر در نیمه دوم پادشاهی ناصرالدین شاه در خیابان لختی (دروازه دولت = سعدی فعلی) حمامی بنا می‌کند و برای نخستین بار در این حمام دوش کار می‌گذارد و بدین ترتیب بنیانگذار این امر می‌شود. حمام سمینوتا دوران محمدرضا شاه فعال بود.